# Ичкин-Джилга
Ички́н-Джилга́ (также Сарайминская, Сараймынская, ранее — Ичкил-джилга; укр. Ічкін-Джилга, крымскотат. İçkin Cılğa, Ичкин Джылгъа) — маловодная балка на юго-востоке Керченского полуострова, длиной 16 км, с площадью водосборного бассейна 103 км². Исток находится южнее села Горностаевка, где балка носит название Степная, пролегает в юго-восточном направлении. Впадает в Тобечикское озеро у села Огоньки, образуя перед впадением солончаковое урочище Плавни.
У балки 7 притоков, из них 5 значительных:
- Крутая балка (балка № 35, Башкуй-джилга[5], по «Справочнику» — без названия[3]), впадает справа в 10 км от устья, длина 5,1 км, площадь водосборного бассейна 9,0 км², имеет 1 безымянный приток[8].
- Глубокая балка[9] (балка № 36, Дерен-джилга[5], по «Справочнику» — без названия), впадает справа в 8,21 км от устья, длина 6,1 км, площадь водосборного бассейна 16,2 км², имеет 5 безымянных притоков[3], впадает с запада в Сокольское водохранилище.
- Асан-Оба-джилга — впадает справа в 7 км от устья[5].
- Широкая балка[10][5] (по «Справочнику» — без названия), впадает слева в 3 км от устья, длина 6,4 км, площадь водосборного бассейна 23,6 км², имеет 13 безымянных притоков[3]. Исток балки находится южнее урочища Солончаки; один из притоков имеет собственное название — балка Огородная, берущая начало юго-восточнее бывшего села Репьёвка[5][11][12].
- Бештарымская балка (балка № 38[5], по «Справочнику» — без названия), впадает справа в 1,4 км от устья, длина 7,0 км, площадь водосборного бассейна 19,3 км², у балки 10 безымянных притоков[3], исток находится западнее бывшего села Бештарым[5][13].

В верховье Ичкин-Джилги, у бывшего села Сокольское (ранее Сараймин), на одном притоков в 1966 году построено Сокольское водохранилище объёмом 2,26 млн м³. В устье, в 1952 году, сооружён пруд объёмом около 40 тысяч м³ и площадью 2,33 гектара для комплексного использования, водоохранная зона реки установлена в 100 м.